# NGC 1833

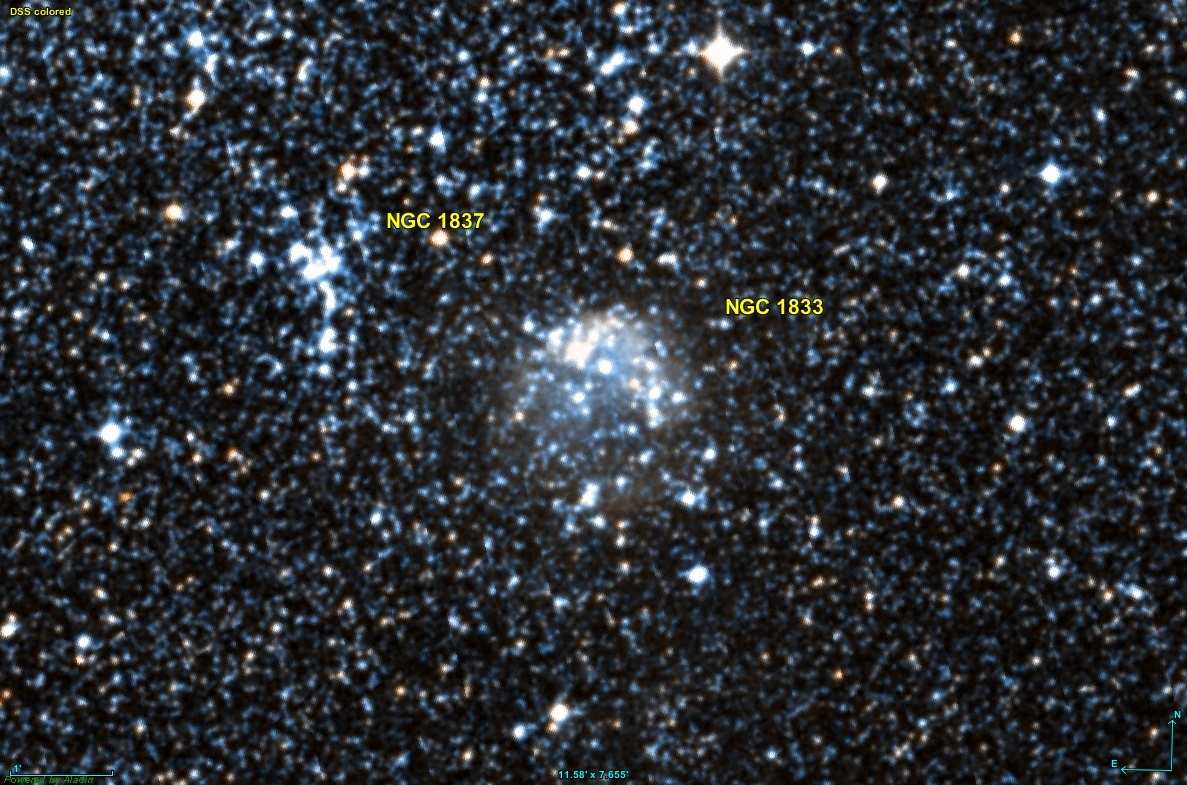

NGC 1833 是山案座的一個疏散星团。它也是大麦哲伦星系的一部分。NGC 1833於1836 年由約翰·赫歇爾发现。約翰·赫歇爾表示NGC 1833是一个非常微弱但相当大的天體。该疏散星团的年龄不到1000万年。